# Groupe de symétrie

Un tétraèdre régulier peut être placé dans douze positions distinctes par une seule rotation. Celles-ci sont illustrées ci-dessus dans le format d'un graphe de cycles avec des rotations à 180° par rapport à une arête (flèches bleues) et à 120° par rapport à un sommet (flèches rouges) qui permutent le tétraèdre dans toutes les positions. Les douze rotations forment le groupe (de symétrie) de rotation de la figure.

Le groupe de symétrie, ou groupe des isométries, d'un objet (image, signal, etc.) est le groupe de toutes les isométries sous lesquelles cet objet est globalement invariant, l'opération de ce groupe étant la composition. C'est un sous-groupe du groupe euclidien, qui est le groupe des isométries de l'espace affine euclidien ambiant.
(Si cela n'est pas indiqué, nous considérons ici les groupes de symétrie en géométrie euclidienne, mais le concept peut aussi être étudié dans des contextes plus larges, voir ci-dessous.)
Les « objets » peuvent être des figures géométriques, des images et des motifs, tels que les motifs de papier peint. La définition peut être rendue plus précise en précisant ce que l'on entend par image ou motif, par exemple une fonction de position avec des valeurs dans un ensemble de couleurs. Pour la symétrie des corps en 3D, par exemple, on peut aussi vouloir prendre en compte la composition physique. Le groupe des isométries de l'espace induit une action de groupe sur les objets qu'il contient.
Le groupe de symétrie est quelquefois appelé le groupe de symétrie complet afin de souligner qu'il inclut les isométries qui renversent l'orientation (comme les réflexions, les réflexions glissées et les antirotations) sous lesquelles la figure est invariante. Le sous-groupe des isométries qui conservent l'orientation (i.e. les translations, les rotations et les compositions de celles-ci, à savoir, les déplacements) et qui laissent la figure invariante est appelé son groupe de symétrie propre ou groupe des déplacements. Le groupe de symétrie propre d'un objet est égal à son groupe de symétrie complet si et seulement si l'objet est chiral (et ainsi, il n'existe pas d'isométries renversant l'orientation sous lesquelles il est invariant).
Tout groupe de symétrie dont les éléments ont un point fixe commun, ce qui est vrai pour tous les groupes de symétrie de figures bornées, peut être représenté comme un sous-groupe du groupe orthogonal O(n) en choisissant comme origine un point fixe. Le groupe de symétrie propre est alors un sous-groupe du groupe spécial orthogonal SO(n), c'est pourquoi il est aussi appelé le groupe des rotations de la figure.
Les groupes de symétrie discrets sont de trois sortes :
- les groupes ponctuels de symétrie finis, qui incluent seulement des rotations, des réflexions, des inversions et des rotations impropres - ce sont en fait simplement des sous-groupes finis de O(n) ;
- les groupes réseaux infinis, qui incluent seulement des translations ;
- les groupes d'espace infinis qui combinent des éléments des deux types précédents, et qui peuvent aussi inclure des transformations supplémentaires comme des vissages ou des réflexions glissées.

Il existe aussi les groupes de 
symétries continues, qui contiennent des rotations d'angles arbitrairement petits ou des translations de distances arbitrairement petites. Le groupe de toutes les symétries d'une sphère O(3) est un exemple de ceci, et en général, de tels groupes de symétries continues sont étudiés comme des groupes de Lie.
À la classification des sous-groupes du groupe euclidien correspond une classification des groupes de symétrie.
On dit que deux figures géométriques ont le même type de symétrie si leurs groupes de symétries respectifs H1, H2 sont des sous-groupes conjugués du groupe euclidien E(n), c'est-à-dire s'il existe une isométrie g de Rn telle que H1=g-1H2g. Par exemple :
- deux figures 3D ont une symétrie miroir, mais par rapport à un plan miroir différent ;
- deux figures 3D ont une symétrie rotationnelle d'ordre 3, mais par rapport à un axe différent ;
- deux motifs 2D ont une symétrie de translation, chacun dans une direction ; les deux vecteurs de translation ont la même longueur mais une direction différente.

Quelquefois, un concept plus large, le « même type de symétrie » est utilisé, par exemple dans les 17 groupes de papier peint.
Lorsque l'on considère les groupes d'isométrie, on peut se limiter à ceux où pour tous les points, l'ensemble des images sous les isométries est topologiquement fermé. Ceci exclut, par exemple, en dimension 1, le groupe des translations par un nombre rationnel. Une « figure » ayant ce groupe de symétrie est impossible à dessiner et homogène à un niveau de détail arbitraire, sans être réellement homogène.

## Dimension 1
Les groupes d'isométries en dimension 1 où, pour tous les points, l'ensemble des images sous les isométries est topologiquement fermé sont :
- le groupe trivial C1 ;
- les groupes de deux éléments engendrés par une symétrie centrale ; ils sont isomorphes au groupe cyclique d'ordre 2, C2 ;
- les groupes discrets infinis engendrés par une translation ; ils sont isomorphes au groupe cyclique infini, Z ;
- les groupes discrets infinis engendrés par une translation et une symétrie centrale ; ils sont isomorphes au groupe diédral généralisé de Z, Dih(Z), ou plus directement au groupe diédral infini D∞ (qui est un produit semi-direct de Z par C2 ). ;
- le groupe engendré par toutes les translations (isomorphe à R) ; ce groupe ne peut pas être le groupe de symétrie d'un "motif" : il serait homogène, par conséquent il pourrait aussi être réfléchi. Néanmoins, un champ de vecteurs unidimensionnel uniforme a ce groupe de symétrie ;
- le groupe engendré par toutes les translations et réflexions en tous points ; il est isomorphe au groupe diédral généralisé de R, Dih(R).

## Dimension 2
À conjugaison près, les groupes de point discrets dans un espace bidimensionnel appartiennent aux classes suivantes :
- les groupes cycliques C1, C2, C3, C4, etc. où Cn est constitué de toutes les rotations, autour d'un point fixé, par des multiples de l'angle 360°/n ;
- les groupes diédraux D1, D2, D3, D4, etc. où Dn (d'ordre 2n) est le groupe de symétrie d'un polygone régulier à n côtés. Il est constitué des rotations appartenant à Cn et de n symétries par rapport à des axes qui passent par le centre commun à ces rotations.

C1 est le groupe trivial contenant seulement l'opération identité, qui apparaît lorsque la figure n'a pas de symétrie du tout, par exemple la lettre F. C2 est le groupe de symétrie de la lettre Z, C3 celui d'un triskèle, C4 d'un svastika et C5, C6 etc. sont les groupes de symétrie de figures similaires au svastika avec cinq, six, etc. bras à la place de quatre.
D1 est le groupe à 2 éléments contenant l'opération identité et une réflexion unique, qui apparaît lorsque la figure a seulement un seul axe de symétrie bilatéral, par exemple la lettre A. D2, qui est isomorphe au groupe de Klein, est le groupe de symétrie d'un rectangle non carré.
Les groupes de symétrie concrets dans chacun de ces cas ont deux degrés de liberté pour le centre de rotation, et dans le cas des groupes diédriques, un de plus pour les positions des miroirs.
Les groupes d'isométrie restants en 2D avec un point fixé, où pour tous les points, l'ensemble des images sous les isométries est topologiquement fermé, sont :
- le groupe spécial orthogonal SO(2) constitué de toutes les rotations autour d'un point fixé ; il est isomorphe au groupe cercle S1, qui est le groupe multiplicatif des nombres complexes de module 1. C'est le groupe de symétrie propre d'un cercle et l'équivalent continu de Cn. Aucune figure n'a pour groupe de symétrie complet ce groupe cercle, mais pour un champ de vecteurs cela peut arriver (voir le cas 3D ci-dessous) ;
- le groupe orthogonal O(2) constitué de toutes les rotations autour d'un point fixé et des réflexions d'axe quelconque passant par ce point. C'est le groupe de symétrie d'un cercle. Il est aussi appelé Dih(S1) car c'est le groupe diédral généralisé de S1.

Pour les figures non bornées, les groupes d'isométrie supplémentaires peuvent inclure les translations ; ceux qui sont fermés sont :
- les 7 groupes de frise ;
- les 17 groupes de papier peint ;
- pour chaque groupe de symétrie en 1D, la combinaison de toutes les symétries de ce groupe dans une direction et de toutes les translations dans la direction perpendiculaire ;
- idem en ajoutant les réflexions par rapport à un axe dans la première direction.

## Dimension 3
À conjugaison près, l'ensemble des groupes ponctuels de symétrie 3D (voir l'article : Groupes ponctuels de symétrie en dimension 3 (en)) est constitué de 7 séries infinies et de 7 autres séparées. En cristallographie, ils sont restreints pour être compatibles avec les symétries discrètes de translation d'un réseau cristallin. Cette restriction cristallographique de la famille infinie de groupes ponctuels généraux a pour résultat 32 groupes ponctuels cristallographiques (27 à partir des 7 séries infinies et 5 des 7 autres).
Les groupes ponctuel de symétrie continus incluent quant à eux :
- la symétrie cylindrique sans une réflexion de plan perpendiculaire à l'axe, ceci s'applique souvent à une bouteille, par exemple ;
- la symétrie cylindrique avec une réflexion de plan perpendiculaire à l'axe ;
- la symétrie sphérique.

Pour les objets et les champs scalaires, la symétrie cylindrique implique des plans verticaux de réflexion. Ce n'est pas le cas pour les champs de vecteurs : en coordonnées cylindriques relativement à un certain axe, 
{\displaystyle \mathbf {A} =A_{\rho }{\boldsymbol {\hat {\rho }}}+A_{\varphi }{\boldsymbol {\hat {\varphi }}}+A_{z}{\boldsymbol {\hat {z}}}} a une symétrie cylindrique relative à cet axe si et seulement si {\displaystyle A_{\rho },A_{\varphi },} et {\displaystyle A_{z}} ont cette symétrie, i.e., ne dépendent pas de φ. Il existe de plus une réflexion si et seulement si {\displaystyle A_{\varphi }=0}.
Pour la symétrie sphérique, il n'existe pas de telle distinction, elle implique des plans de réflexion.
Les groupes de symétrie continus sans point fixe incluent ceux avec vissages, tel le groupe d'une hélice infinie.

## Généralisation
Dans des contextes plus larges, un groupe de symétrie peut être n'importe quelle sorte de groupe de transformations, ou groupe d'automorphismes. Une fois que l'on connaît à quelle sorte de structure mathématique on a affaire, on peut déterminer quelles applications la préservent. Inversement, en précisant la symétrie, on peut définir la structure, ou au moins clarifier ce que l'on entend par un invariant, langage géométrique permettant de l'appréhender ; c'est une façon de voir le programme d'Erlangen.
Par exemple, les groupes d'automorphismes de certains modèles de géométries finies ne sont pas des "groupes de symétrie" au sens usuel, bien qu'ils conservent la symétrie. Ils le font en conservant les familles d'ensembles de points plutôt que les ensembles de points ou "objets" eux-mêmes.
Comme ci-dessus, le groupe d'automorphismes de l'espace induit une action de groupe sur les objets qu'il contient.
Pour une figure géométrique donnée dans un espace géométrique donné, on considère la relation d'équivalence suivante : deux automorphismes de l'espace sont équivalents si les deux images de la figure sont les mêmes (ici "les mêmes" ne signifie pas quelque chose comme "le même à une translation et une rotation près", mais signifie "exactement le même"). Alors, la classe d'équivalence de l'identité est le groupe de symétrie de la figure et chaque classe d'équivalence correspond à une version isomorphe de la figure.
Il existe une bijection entre deux classes d'équivalence quelconques : l'inverse d'un représentant de la première classe d'équivalence, composé par un représentant de la seconde.
Dans le cas d'un groupe d'automorphisme fini de l'espace entier, son ordre est l'ordre du groupe de symétrie de la figure multiplié par le nombre de versions isomorphes de la figure.
Exemples :
- isométries du plan euclidien, la figure est un rectangle : il existe une infinité de classes d'équivalence ; chacune contient 4 isométries ;
- l'espace est un cube avec une métrique euclidienne, les figures incluent les cubes de la même taille que l'espace, avec des couleurs ou des motifs sur les faces, les automorphismes de l'espace sont 48 isométries ; la figure est un cube dont une face a une couleur différente, son groupe de symétrie contient 8 isométries ; il existe 6 classes d'équivalence de 8 isométries, pour 6 versions isomorphes de la figure.